# Kommuner i Aragonien

Karta över kommuner i Aragonien, (2006).

Kommunerna i Aragonien fördelar sig på tre provinser:
- Kommuner i Huescaprovinsen (202 kommuner)
- Kommuner i Teruelprovinsen (236 kommuner)
- Kommuner i Zaragozaprovinsen (293 kommuner)